# Giochi inaugurali dell'anfiteatro Flavio

Il Colosseo, originariamente noto con il nome di Anfiteatro Flavio.

I giochi inaugurali dell'anfiteatro Flavio si tennero a Roma nell'80, per volere dell'imperatore romano Tito, al fine di celebrare il completamento del Colosseo, ai tempi noto come Anfiteatro Flavio (latino: Amphitheatrum Flavium). Vespasiano ne incominciò la costruzione attorno al 70, ma i lavori vennero completati da suo figlio Tito poco dopo la sua morte avvenuta nel 79.
Sono rimaste poche prove che documentano la natura di questi giochi. Sembra che abbiano seguito lo schema dei Ludi Romani: spettacoli con animali al mattino, seguiti dalle esecuzioni dei criminali verso mezzogiorno, e al pomeriggio combattimenti di gladiatori e la riproposizione di famose battaglie. I giochi con gli animali, provenienti da tutto l'Impero romano, comprendevano cacce e lotte tra specie diverse. Gli animali giocavano un ruolo importante anche in alcune esecuzioni che fungevano da rievocazione di miti ed eventi storici. Facevano parte degli spettacoli anche battaglie navali, dette naumachie, ma è oggetto di dibattito tra gli storici se queste avvenissero nell'anfiteatro o nella Naumachia Augusti.

## Contesto storico

### Costruzione dell'anfiteatro
La costruzione del Colosseo ebbe inizio sotto Vespasiano, su un'area posizionata in una bassa valle tra il Celio, l'Esquilino e il Palatino. Il sito era stato devastato dal grande incendio di Roma del 64 d.C. durante il regno di Nerone, per poi essere ricostruito per suo stesso volere con l'aggiunta di un enorme lago artificiale, parte della Domus Aurea, e di una colossale statua di sé stesso.
Vespasiano ne ricominciò la costruzione attorno al 70-72 d.C., probabilmente finanziando l'opera con il bottino conquistato dai Romani durante la prima guerra giudaica del 70. Il lago venne riempito, e il luogo venne indicato come futura sede dell'Anfiteatro Flavio. Requisendo il terreno espropriato a suo tempo da Nerone per costruire il proprio anfiteatro, Vespasiano eseguì contemporaneamente un gesto popolare e una dimostrazione della propria forza. Le scuole dei gladiatori (ludi) e altri edifici vennero costruiti in seguito all'interno del terreno occupato un tempo dalla Domus Aurea, buona parte della quale venne abbattuta.
Vespasiano morì poco prima di veder completato l'anfiteatro. In pochi anni dalla morte di Vespasiano, Tito fece raggiungere alla costruzione il terzo ordine, e completò le vicine terme (divenute poi note come Terme di Tito).

### Regno di Tito
Quando l'anfiteatro fu completato, il breve regno di Tito aveva già patito una serie di sventure: pochi mesi dopo il suo insediamento il Vesuvio eruttò distruggendo le città campane di Pompei, Ercolano, Stabiae e Oplontis; un incendio arse la città di Roma per tre giorni e tre notti, causando danni sostanziali e distruggendo il Tempio di Giove Ottimo Massimo, recentemente restaurato da Vespasiano; ci fu anche un'epidemia di peste, secondo alcuni la più grave che la città abbia mai sofferto.
Per inaugurare l'anfiteatro e i bagni, e probabilmente per sollevare l'umore del popolo e ricevere i favori degli dei, Tito organizzò giochi fastosi per oltre cento giorni.

### Fonti
Sono rimaste solo poche prove documentate dei giochi; gli scrittori contemporanei o quasi scrissero solo dei principali avvenimenti, e si concentrarono sui giorni di apertura. Il poeta Marziale compose l'opera più completa, nonché l'unica contemporanea, con il suo De Spectaculis ("Degli Spettacoli"), una serie di epigrammi che narrano dettagliatamente i giochi quale dimostrazione della potenza e della benevolenza di Tito. Buona parte del lavoro è composto da elogi per l'imperatore, ed è stato difficile autenticare, datare e tradurre varie parti, ma Marziale parlò di dettagli non descritti da nessun'altra fonte, tra cui l'unico racconto di un intero combattimento di gladiatori sopravvissuto al tempo: quello tra Vero e Prisco.
Anche lo storico Svetonio ne narrò. Egli nacque attorno al 70, e incominciò a scrivere verso il 100. Era un bambino al tempo dei giochi, ma è possibile che sia nato e cresciuto a Roma, essendo quindi un testimone oculare dei giochi inaugurali. Il suo De Vita Caesarum (Vite dei Cesari, noto anche come I dodici Cesari o Vita dei dodici Cesari) probabilmente completato tra il 117 e il 127, riporta alcuni dettagli dei primi giorni dei giochi. In seguito, nel suo racconto della storia di Tito, rivelerà altre informazioni sui giochi. Le storie di Svetonio sui primi Cesari sono state criticate per essere basate più su pettegolezzi e dicerie che su sicure fonti storiche, e lui stesso riporta fonti che si contraddicono senza tentare di analizzarne la qualità o l'accuratezza. In ogni caso viene visto come uno studioso affidabile, ed è stato lodato per la sua imparzialità nel descrivere eventi e personaggi.
L'unica altra fonte principale per questi giochi fu Cassio Dione, che visse a cavallo tra il II e il III secolo. La sua Storia romana è un'opera in 80 volumi, di molti dei quali restano solo alcuni frammenti, che occupò 22 anni della sua vita. Come autore è noto per la sua attenzione ai dettagli negli affari amministrativi, ma per i grandi eventi il suo stile di scrittura può essere impressionante, ponendo maggiore enfasi sull'interpretazione del significato degli eventi all'interno del contesto storico più che su fatti e personaggi. I suoi lavori si basano su varie fonti: fa affidamento su molti testimoni, ma sembra aver posto maggiore attenzione ai pubblici registri. Le fonti della sua descrizione dei giochi di Tito sono sconosciute.

## Giochi con animali
I giochi con gli animali erano una parte importante dello spettacolo, e solitamente si svolgevano al mattino. A proposito di questi giochi Cassio Dione scrisse: "gli animali, addomesticati o selvatici, vennero uccisi in novemila; e le donne (ma non quelle altolocate) presero parte alla caccia". Eutropio, autore, alla fine del IV secolo, del Breviarium ab Urbe condita, disse che cinquemila animali vennero uccisi durante i giochi.
Dione e Marziale annotarono alcuni degli animali utilizzati. Dione descrisse una caccia che coinvolse gru, e un'altra con quattro elefanti, mentre Marziale cita elefanti, leoni, leopardi, lepri, maiali, almeno una tigre, tori, orsi, cinghiali, un rinoceronte e un bisonte (probabilmente l'europeo). Vennero usati altri animali esotici ma senza essere menzionati negli scritti: struzzi, cammelli e coccodrilli erano usati spesso nei giochi. Le giraffe venivano usate raramente; Giulio Cesare ne utilizzò una a Roma nel 46 a.C., e fu l'unica segnalata in Europa prima della giraffa dei Medici nel 1486. Nonostante avessero già partecipato ai giochi in passato, nel 58 a.C., e fossero stati abbastanza strani da essere descritti nei giochi di Augusto e Commodo, non c'è traccia di ippopotami nei giochi di Tito.

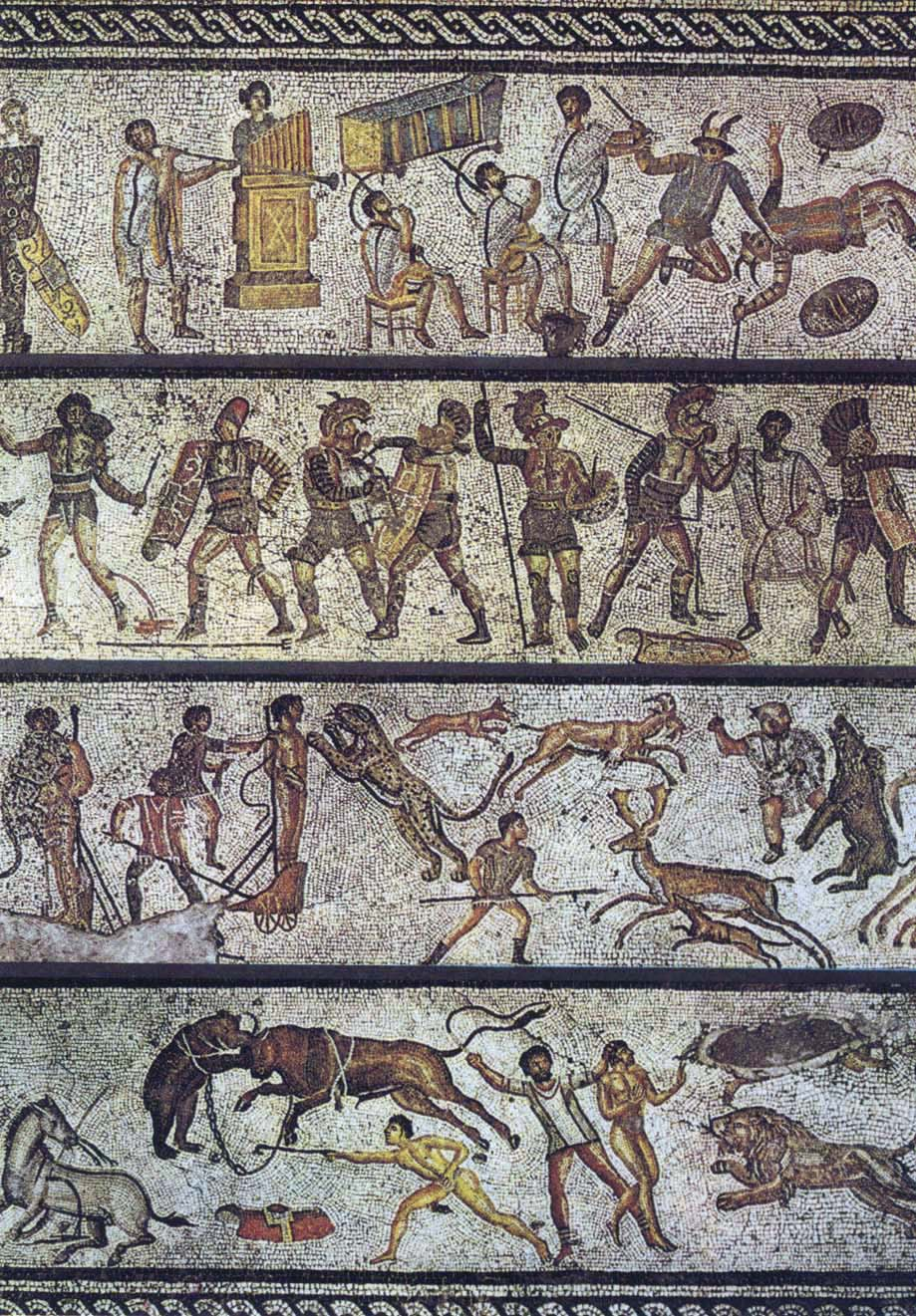
Il mosaico di Zliten raffigura alcuni degli stessi spettacoli presentati nei giochi inaugurali del Colosseo.

Marziale narra di una lotta tra un elefante e un toro, e che l'elefante, dopo la vittoria, si inginocchiò davanti a Tito. Sicuramente ciò era frutto di un addestramento, ma Marziale lo attribuì a un riconoscimento spontaneo della forza dell'imperatore. Cita anche un toro infuriato dai fuochi dell'anfiteatro che, dopo aver assalito qualsiasi cosa nell'arena, venne ucciso da un elefante. Questi due epigrammi si riferiscono probabilmente a combattimenti diversi, visto che nell'arco di cento giorni lo stesso scontro fu ripetuto più volte.
Dal racconto di Marziale emerge che alcuni animali non partecipavano in modo attivo. Nonostante valuti gli avvenimenti quale dimostrazione del potere di Tito sugli animali, ammette che i leoni ignorarono la loro preda predestinata:
(Marziale, 1.6 (41))
Anche un rinoceronte fu riottoso. All'inizio sfilò in ordine nell'arena, per poi infuriarsi e attaccare un toro, per il tripudio della folla. In seguito, quando ci si aspettava che combattesse, si calmò. Nel tentativo di farlo combattere con un gruppo di uomini armati di lance e un branco di altri animali, venne spronato da "ammaestratori impauriti" fino a convincerlo a lottare:
(Marziale2, 26 (22+23))
Il Carforo di cui parla Marziale era un valido bestiarius, specializzato nella lotta con animali nell'arena. Viene citato ancora da Marziale, che lo paragona a Ercole, e loda la sua abilità nei combattimenti con orsi, leopardi e leoni di "dimensioni mai viste".
Un fregio del Tempio di Vespasiano situato nel Foro Romano mostra eventi simili a quelli descritti da Marziale. Due diverse serie di decorazioni raffigurano un rinoceronte durante un combattimento con un toro e un bestarius, forse lo stesso Carforo, armato di lancia, di fronte a un leone e a un leopardo. Carforo non era il solo bestarius degno di menzione: un altro degli epigrammi di Marziale parla di una donna ugualmente erculea, in grado di sottomettere il leggendario Leone di Nemea.
Gli ammaestratori dei rinoceronti temevano le conseguenze di un rifiuto dei propri animali a combattere, e uno di loro venne ucciso dal proprio leone. Altri allenatori ebbero maggiori fortune. Uno di loro era famoso per la propria tigre che, nonostante fosse abituata a leccargli la mano, fece a pezzi un leone, una novità per quei tempi. Dice anche che la folla apprezzò di vedere un toro (cavalcato da un bestarius) issato in aria in mezzo all'arena, anche se lo stesso Marziale non seppe spiegare il motivo di questo spettacolo.

## Esecuzioni

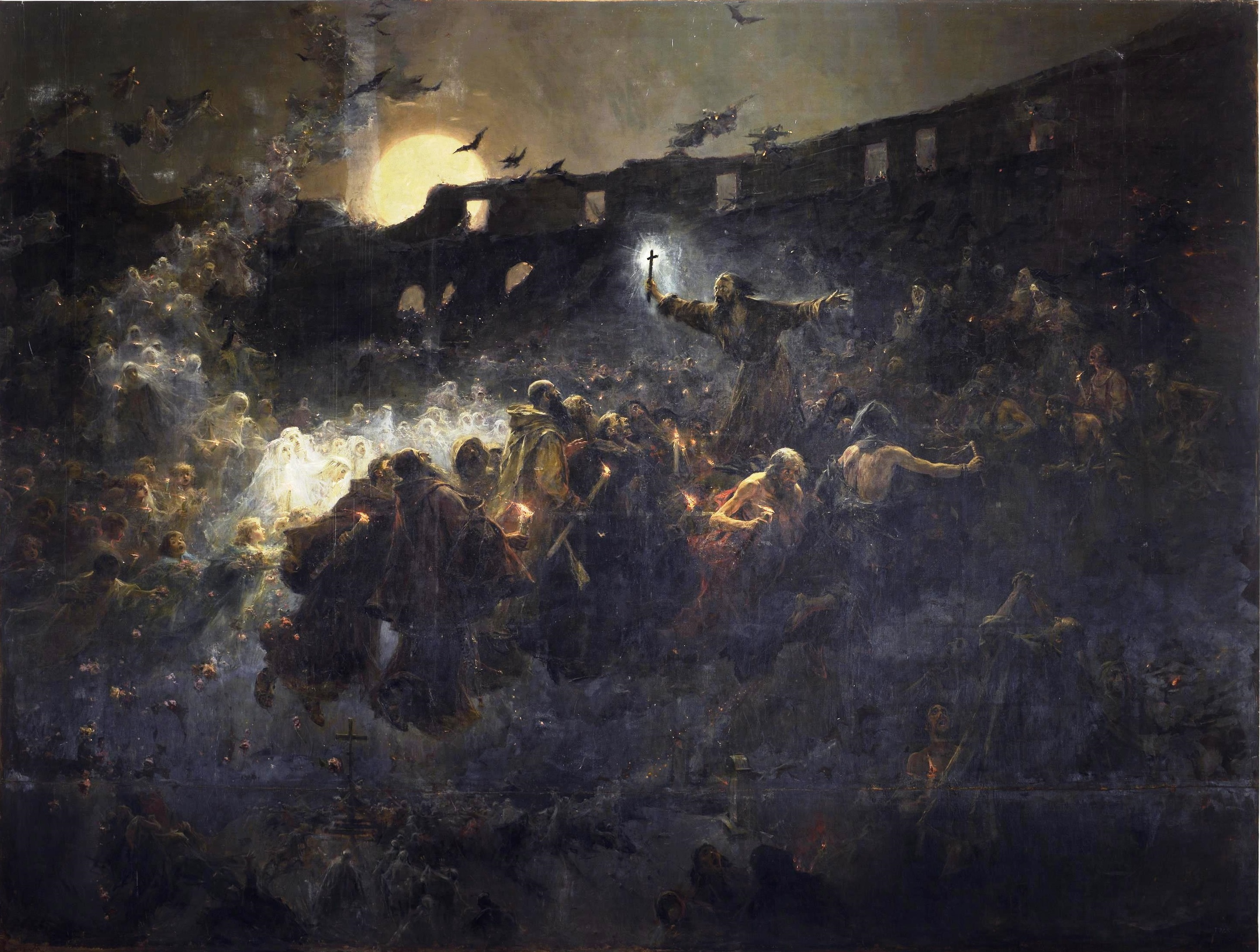
José Benlliure y Gil, La visione del Colosseo, 1887.

Le esecuzioni erano uno spettacolo comune all'interno dei giochi romani. Venivano svolte verso mezzogiorno come intermezzo tra i giochi degli animali del mattino e i combattimenti di gladiatori del pomeriggio. Nonostante rappresentassero il potere di Roma, la classe più importante ne approfittava per uscire a pranzare; l'imperatore Claudio venne criticato da alcuni scrittori per non averlo fatto, e quindi si può supporre che Tito non abbia assistito a questa parte dei giochi. Le condanne a morte dei disertori, dei prigionieri di guerra e dei criminali dei ceti bassi erano solitamente eseguite con la crocifissione o con la damnatio ad bestias, in cui erano obbligati a fronteggiare qualche animale selvaggio. Scipione Emiliano fu il primo ad attuare questo genere di esecuzioni; per la precisione si trattò di disertori condannati nel 146 a.C. Queste esecuzioni venivano solitamente preparate come rievocazione di eventi storici o mitologici, con i criminali nel ruolo delle vittime uccise dalle fiere. Marziale raccontò una di queste esecuzioni, una versione del Laureolus di Catullo (mimografo del I secolo d. C. da non confondere con il poeta omonimo Gaio Valerio Catullo), in cui un famoso bandito venne crocefisso. Nei giochi venne adattato per ricordare la leggenda di Prometeo, che ogni giorno si vedeva il fegato mangiato da un'aquila. La crocifissione citata da Catullo rimase, ma nella leggenda di Prometeo l'aquila venne sostituita da un cinghiale:
(Marziale De Spectaculis)
Un'altra esecuzione si basò sulla storia di Orfeo, che si crede affascinasse piante e fiori con il suo canto dopo aver perso l'amata Euridice. Nella versione presentata ai giochi, alberi e animali vennero ammaliati proprio come nella storia, tranne che per un "ingrato" orso che fece a pezzi il menestrello. Si crede che vennero mandati avanti prima gli animali inoffensivi, per far credere che la storia proseguisse come nel mito, prima di lasciare che l'orso si avventasse sul povero Orfeo, forse bloccato per evitare che fuggisse. Le rappresentazioni ironiche dei miti potevano essere abbastanza popolari: oltre al fallito tentativo di Orfeo di domare le bestie, Marziale parla di un Dedalo ucciso da un altro orso, irriso dalla folla con la frase "come volevi, adesso avrai le ali".
Marziale afferma anche di aver visto l'unione di un toro a una donna, rievocando così il mito di Pasifae. Nerone aveva organizzato uno spettacolo simile quando usò un attore vestito da toro, nonostante Marziale affermi che quello spettacolo veniva inscenato per la prima volta.

## Combattimento, caccia e corsa

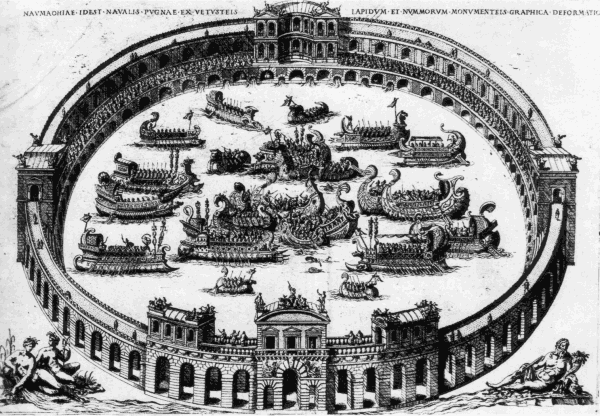
Le naumachie che forse si affrontarono nell'anfiteatro; inscenare la battaglia potrebbe aver presentato molte difficoltà tecniche.

Dione, Svetonio e Marziale citarono tutti le naumachie, termine solitamente usato dai Greci per riferirsi a quello che i Romani chiamavano navalia proelia, rievocazione di famose battaglie navali. Mentre Dione dice che la naumachia di Augusto e l'anfiteatro vennero riempiti per due diversi spettacoli, Svetonio afferma che se ne tenne uno solo sul vecchio lago artificiale (ovvero quello di Augusto). Marziale non specifica dove vennero svolte le naumachie, ma in ogni caso specifica che il luogo poteva essere allagato e drenato a piacere:
(Marziale De Spectaculis 27 (24))
Sembra che allagare l'anfiteatro fosse difficoltoso ma, a causa dei pochi scritti sul Colosseo a noi giunti, è impossibile dire con certezza dove si svolsero le battaglie navali. Svetonio scrisse che il fratello di Tito, nonché suo successore, Domiziano, organizzò battaglie navali nell'anfiteatro, ma per farlo dovette alterarne la struttura, aggiungendo probabilmente un ipogeo, un complesso di passaggi sotterranei che ne permettevano un veloce allagamento e drenaggio. Mentre Svetonio si limita a dire che le battaglie navali ebbero luogo, Dione ne riporta alcuni particolari:
(Cassio Dione, Storia romana)

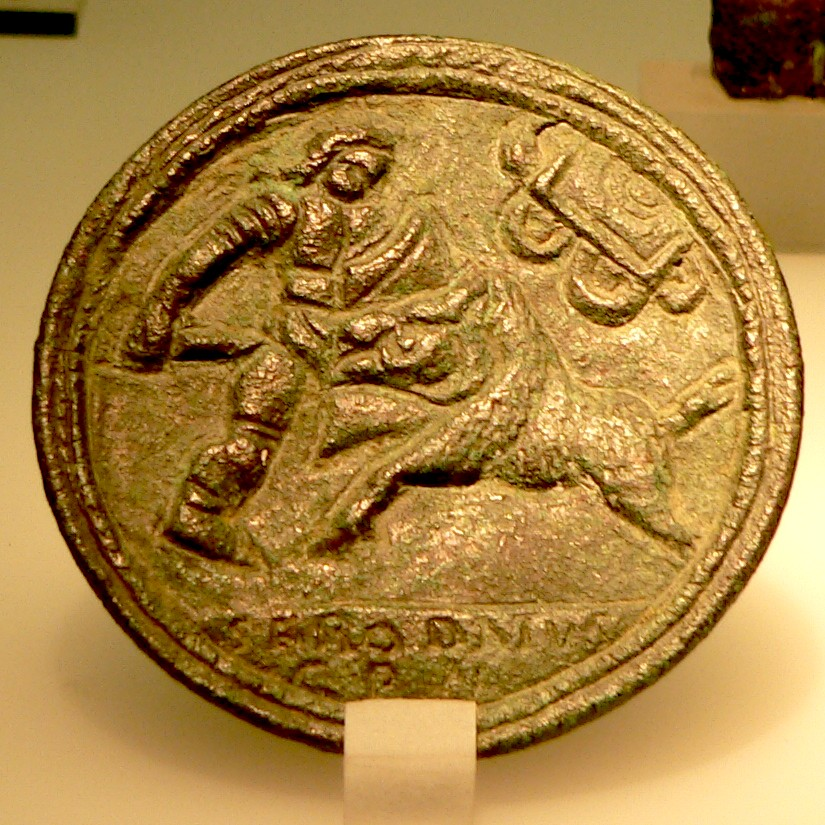
Raffigurazione della venatio su un medaglione in bronzo; un cacciatore si confronta con un cinghiale.

Dione e Svetonio concordano sul fatto che i combattimenti dei gladiatori e la caccia agli animali, la venatio, fossero ambientate sul lago, ma riportano dettagli discordanti. Secondo Dione la cosa venne organizzata il primo giorno, coprendo il lago con tavole di legno e costruendo tutto attorno delle piattaforme, mentre Svetonio dice che vennero organizzati dopo aver fatto defluire l'acqua. Svetonio parla di 5.000 animali uccisi in un solo giorno. Nonostante non ci siano fonti primarie sugli animali usati nella caccia (Dione menziona gru ed elefanti ma non cita il luogo), i grandi animali esotici erano molto popolari, in particolare elefanti, grandi felini e orsi, anche se vennero usati pure animali piccoli come uccelli, conigli e capre.
Svetonio scrisse che quando Domiziano tenne qui i suoi giochi, parte dei giochi si svolse altrove, a partire dalla "solita corsa dei carri a due cavalli", il che fa supporre che le corse avessero fatto già parte dei giochi di Tito. Dione raccontò di corse con cavalli il secondo giorno, ma non scende in maggiori dettagli sul tipo di corsa.
Solo Dione registra parecchi dettagli relativi al terzo giorno, per il quale disse:
(Cassio Dione, Storia romana)
Ciò fa pensare che l'anfiteatro fosse stato allagato, e il monumento a cui si riferisce potrebbe essere un altare dedicato a Diana, a Plutone o a Giove che sarebbe stato presente nell'arena, ma Plinio il Vecchio cita un ponte parlando del lago di Augusto, ponendo il dubbio che ci fosse un'isola al suo interno.

## Prisco e Vero
Buona parte dei combattimenti tra gladiatori non sono stati descritti. Svetonio scrisse che erano sontuosi, e Dione che si trattava di combattimenti singoli o lotte tra gruppi. Un combattimento, quello tra Prisco e Vero, venne descritto da Marziale:
(Marziale De Spectaculis)

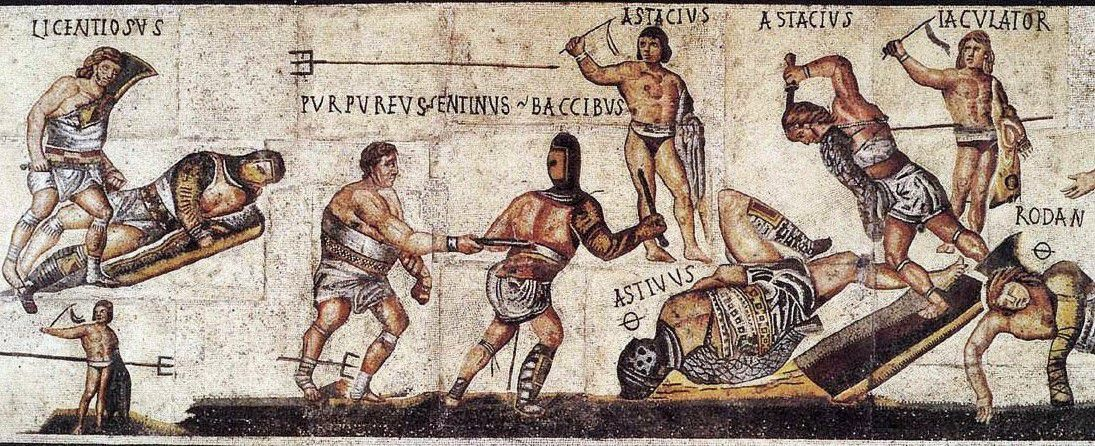
Gladiatori raffigurati sul Mosaico del gladiatore.

Come al solito, il tono di questo epigramma è adulatorio nei confronti di Tito, ma in ogni caso comunica alcuni dettagli importanti. Innanzi tutto suggerisce che un pareggio fosse raro nei combattimenti tra gladiatori a questo livello, ma Tito accontentò la folla, dichiarando il pareggio e garantendo a entrambi la libertà (tramite la presentazione della rituale spada di legno). Il tradizionale metodo per accettare la propria sconfitta (senza venire ucciso) era quello di sollevare un dito (ad digitum), ed è possibile che in questo caso entrambi gli uomini abbiano alzato i loro, ma Marziale enfatizza sulla benevolenza di Tito nel concedere la sospensione (missio) ai due favoriti della folla.
Il suo accenno a questo avvenimento vuole probabilmente evidenziare il fatto che fossero stati dichiarati entrambi vincitori. Infatti non esistono prove del fatto che non si fosse mai verificato un pareggio, né che entrambi i gladiatori siano mai sopravvissuti all'incontro: allenare e mantenere un gladiatore era costoso, e per questo motivo non si accettava facilmente la loro morte. Esistono altre prove dell'esistenza di Prisco e Vero oltre agli scritti di Marziale. Un cimitero del I secolo a Smyrna contiene la tomba di un gladiatore di nome Prisco, e il nome di Vero è inciso sulla lapide in marmo proveniente da Ferentino, in cui si parla di un combattimento. I dettagli delle lotte di Vero sono purtroppo illeggibili. Nonostante possano non essere gli stessi descritti da Marziale, ciò attesta l'uso di questi nomi tra gladiatori.

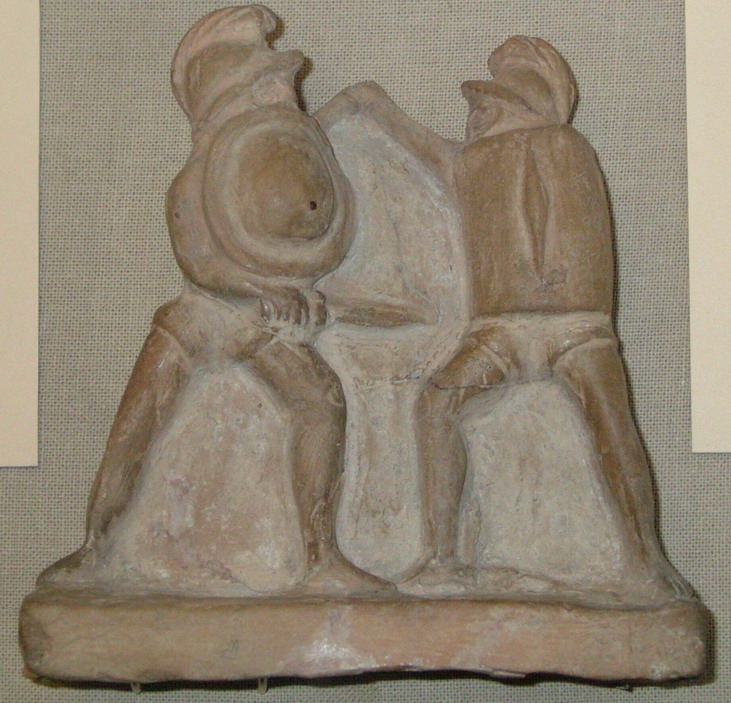
Frammento di ceramica raffigurante un Thraex, o gladiatore Trace (a sinistra), mentre combatte con un hoplomachus.

Marziale parla anche di doni fatti da Tito alla folla, e questo fatto viene ripetuto da Dione. Quest'ultimo descrive Tito nell'atto di lanciare sfere di legno alla folla dal suo trono situato sul lato settentrionale dell'arena. Queste palle contenevano una descrizione del regalo: cibo, abiti, schiavi, un branco di animali, cavalli, bestiame o vasellame in oro e argento. Chiunque fosse stato in grado di presentare la sfera a un ufficiale avrebbe ricevuto il regalo descritto. Questa pratica non era rara: secondo Svetonio, Nerone fece la stessa cosa, donando 1000 uccelli al giorno, cibo e buoni per altri strani regali.

## Ultimi eventi
Alcuni degli altri commenti di Svetonio riguardo al regno di Tito parlano delle terme e dei giochi nell'anfiteatro. Dal momento che Tito non visse a lungo dopo i giochi inaugurali, si crede che tutti questi eventi si riferiscano alla medesima cerimonia. Svetonio afferma che Tito promise che per un giorno intero avrebbe rinunciato alle proprie preferenze, permettendo alla folla di decidere la sorte dei gladiatori che si sarebbero affrontati nell'arena. Ammirò i gladiatori Traci e, mentre lottavano valorosamente davanti alla folla, come promesso non lasciò trasparire le proprie opinioni. Alcune spie e i loro mandanti vennero frustati e mostrati nell'arena. Parte di loro vennero venduti all'asta come schiavi, altri spediti nelle "isole più minacciose". Svetonio racconta anche che Tito invitò alcuni senatori, perdonati per aver complottato contro di lui, a sedere con lui durante uno dei giorni dei giochi. Gli permise di controllare le spade dei gladiatori, concetto ripreso da Dione il quale disse che sotto il regno di Tito non vennero uccisi senatori.
L'ultimo giorno dei giochi Tito pianse a dirotto davanti al pubblico dell'anfiteatro. Secondo Dione, Tito morì il giorno seguente, dopo aver ufficialmente consacrato arena e bagni. Negli scritti di Svetonio si legge invece che partì per la Sabina, regione da cui originava la sua famiglia, ma morì alla prima stazione di posta.

### Annotazioni
1. ↑  Nell'epigramma 33 Marziale ripete che gli animali obbedivano all'imperatore. Quando un daino cacciato da segugi si inginocchiò davanti a lui senza essere aggredito dai cani, Marziale motivò il tutto con il fatto che sentivano l'aura di Cesare. Purtroppo la data di questo epigramma è controversa, e quindi il termine "Cesare" potrebbe riferirsi sia a Tito sia a Domiziano - Coleman, p. 244.
2. ↑  La citazione di un "doppio corno" conferma che i rinoceronti fossero africani: rinoceronti bianchi o neri.

### Fonti
1. ↑  Svetonio, Vita di Nerone, 31, 1.
2. ↑  Bowman pp. 19–20
3. 1 2  Claridge pp. 276–82
4. ↑  Edwards p. 49
5. ↑  Bowman pp. 49–51
6. ↑  Roman Imperial Coinage, Titus, II, 115; RSC 303.
7. ↑  Peter Howell (1978) Introduction to the Penguin Classics edition of The Epigrams
8. ↑  Michael Grant (1979) Introduction to the Penguin Classics edition of The Twelve Caesars
9. ↑   Earnest Cary, Introduction to the Loeb Classics edition of Dio's Roman History, su penelope.uchicago.edu, 1958. URL consultato il 30 luglio 2007.
10. 1 2 3 4 5 6 7 8   Cassio Dione, LXVI 25, su Storia romana. URL consultato il 30 luglio 2007.
11. ↑   Eutropio, John Selby Watson (traduttore), Abridgement of Roman History – Of Titus, su forumromanum.org, 1853 Trans.. URL consultato il 30 luglio 2007.
12. ↑  Nell'epigramma 14 (12) Marziale dice che una scrofa incinta venne sventrata ed un maialino uscì
13. 1 2  Jennison pp. 41–64
14. ↑  Belozerskaya pp. 87–129
15. ↑   Cassio Dione, LXXIII 9, su Storia romana. URL consultato il 30 luglio 2007.
16. ↑  Marziale2, 20 (40).
17. ↑  Marziale2, 22 (19).
18. ↑  Coleman, pp. 165-166.
19. ↑  Marziale2, 11 (9).
20. ↑  Marziale De Spectaculis 32 (27,28)
21. ↑  Marziale De Spectaculis 17 (15)
22. ↑  Coleman, pp. 104-108.
23. ↑  Marziale2, 8 (6b).
24. ↑  Marziale2, 12 (10).
25. ↑  Marziale2, 21 (18).
26. ↑  Marziale2, 18 (16) e 19 (16b).
27. ↑  Svetonio, Vita di Claudio
28. ↑  Gabucci pp. 63–4
29. ↑  Coleman pp. 81–5
30. ↑  Marziale De Spectaculis 9 (7)
31. ↑  Marziale De Spectaculis 24 (21) e 25 (21b)
32. ↑  Bomgardner p. 22
33. ↑  Marziale De Spectaculis 10 (8)
34. ↑  Marziale De Spectaculis 6 (5)
35. ↑  Svetonio, Vita di Nerone, 12, 2.
36. ↑  Svetonio, Vita di Augusto, 43, 1.
37. 1 2 3 4  Svetonio, Vita di Tito, 7, 3.
38. 1 2  Svetonio, Vita di Domiziano, 4, 1.
39. ↑  Levick p. 128
40. ↑  Kyle p. 77
41. ↑  Phillip Smith in Smith pp. 82–90
42. ↑  Plinio Storia Naturale XVI (190, 200)
43. ↑  Marziale De Spectaculis 31 (29,27)
44. ↑  Coleman p. 219
45. ↑  Kyle p. 86
46. ↑  Coleman p. 220
47. ↑  Svetonio, Vita di Nerone, 11, 2.
48. ↑  I gladiatori venivano descritti attraverso le armi piuttosto che grazie alla nazionalità, per cui i Traci che Tito ammirò potrebbero non essere veramente originari della Tracia. Semplicemente portavano piccoli scudi tondi e pugnali curvi
49. ↑  Svetonio, Vita di Tito, 8, 5.
50. ↑  Svetonio, Vita di Tito, 9, 1-2.
51. ↑   Cassio Dione, LXVI 19, su Storia Romana. URL consultato il 30 luglio 2007.
52. ↑   Cassio Dione, LXVI 26, su Storia Romana. URL consultato il 30 luglio 2007.
53. ↑  Svetonio, Vita di Tito, 10-11.

- (LA) Corpus Inscriptionum Latinarum.
- (LA) Digesto.
- (LA) Cassio Dione, Romaiká.
- (LA) Marziale, Liber de spectaculis.
- (LA) Marziale, Epigrammi.
- (LA) Plinio il Vecchio, Naturalis historia.
- (LA) Svetonio, Vite dei Cesari.

### Studi
- Roland Auguet, Cruelty and Civilization: Roman Games, Routledge, 1994,  p. 246, ISBN 0-415-10453-X.
- Marina Belozerskaya, The Medici Giraffe and Other Tales of Exotic Animals and Power, New York, Little,Brown, and Co., 2006,  p. 414, ISBN 0-316-52565-0.
- D. L. Bomgardner, The Story of the Roman Amphitheatre, London, Routledge, 2002,  p. 304, ISBN 0-415-30185-8.
- Alan K. Bowman, The Cambridge Ancient History: High Empire v. 11, Cambridge University Press, 2000,  p. 1246, ISBN 0-521-26335-2.
- Amanda Claridge, Rome: An Oxford Archaeological Guide, Oxford, UK, Oxford University Press, 1998,  p. 480, ISBN 0-19-288003-9.
- I. E. S. Edwards, The Cambridge Ancient History, Cambridge, Cambridge University Press, 2005,  p. 1222, ISBN 0-521-26335-2.
- Alison R. Futrell, The Roman Games: A Sourcebook, Oxford, UK, Blackwell Publishing, 2006,  p. 253, ISBN 1-4051-1569-6.
- Ada Gabucci, The Colosseum, Los Angeles, J. Paul Getty Museum, 2002,  p. 248, ISBN 0-89236-648-6.
- Michael Grant, The World of Rome, Phoenix Press, 2000  [1960],  p. 322, ISBN 1-84212-037-9.
- George Jennison, Animals For Show And Pleasure In Ancient Rome, University of Pennsylvania Press, 2005,  p. 209, ISBN 0-8122-1919-8.
- Donald G. Kyle, Spectacles of Death in Ancient Rome, Londra, Routledge, 1998,  p. 304, ISBN 0-415-09678-2.
- Barbara Levick, Vespasian, Londra, Routledge, 1999,  p. 359, ISBN 0-415-16618-7.
- Leland M. Roth, Understanding Architecture: Its Elements, History and Meaning, Boulder, Colorado, Westview Press, 1993, ISBN 0-06-430158-3.
- William Smith, A Dictionary of Greek and Roman Antiquities, Londra, John Murray, 1875,  p. 1294.
- Thomas Wiedemann, Emperors and Gladiators, Routledge, 1995,  p. 218, ISBN 0-415-12164-7.